# Scarred for Life (Ignite)
Scarred For Life  è il primo album in studio del gruppo musicale statunitense Ignite, pubblicato nel 1994.

## Tracce
1. Automatic – 3:16
2. Slow – 2:01
3. Where They Talk – 2:12
4. Shade – 3:10
5. Turn – 2:15
6. Ash Return – 3:47
7. Should Have Known – 3:30
8. Scarred For Life – 4:55